# 니킬 알렉산더워커
니킬 알렉산더워커(영어: Nickeil Alexander-Walker, 영어 발음: /nɪˈkiːl ˌælɪɡˈzændərˈwɔːkər/, 1998년 9월 2일~)는 캐나다의 농구 선수로 포지션은 슈팅 가드이다. 현재 전미 농구 협회(NBA)의 오클라호마시티 선더와 캐나다 대표팀 소속으로 뛰고 있다.

## 개인사
사촌인 셰이 길저스알렉산더도 농구 선수로 활동하고 있다.